# Quarta República Francesa
A Quarta República Francesa foi um governo republicano francês que administrou seu país de 1946 a 1958 (período em que esteve em vigor a quarta constituição republicana nacional). É para muitos o renascimento da Terceira República (1870–1940), e enfrentou os mesmos problemas desta, como corrupção, autoritarismo e colonialismo.
A nova república trouxe crescimento econômico para a França pós-Segunda Guerra Mundial e reconstruiu sua infraestrutura e sedimentou as instituições nacionais. Na política externa, alinhou-se aos Estados Unidos contra a União Soviética e buscou a Integração europeia, o que mudou as relações no continente. Houve grandes políticas prezando reformas sociais e desenvolvimento. Em 1946, o governo estabeleceu um sistema novo de seguridade social, garantindo direitos aos desempregados e incapacitados, e pensão para idosos, além da expansão do sistema de saúde para todos os cidadãos.
No final da década de 1950, o país entrou em uma espiral de crise financeira, acelerada pelas derrotas nos conflitos nas colônias, mais notavelmente na Indochina e na Argélia (especialmente na Crise de Maio). A situação só mudou quando Charles de Gaulle assumiu a presidência e uma quinta constituição foi firmada, trazendo novamente a estabilidade à França.